# 奈落之花
《奈落之花》（日语：奈落の花），是日本女歌手島宮榮子的第二張單曲，于2007年8月22日由Frontier Works發行，商品番號為FCCM-0193。總銷售量29,144張，在Oricon周公信榜最高排行第12位。這是島宮榮子當時最成功的一首單曲。這首單曲是同年電視動畫《暮蟬悲鳴時解》的片頭曲。
「奈落」是佛教等印度宗教的用語，同「那落迦」（梵語： / ），是「地獄」的意思。而歌詞中出現的即佛教中的業（梵語： / ），業可以主導輪迴，作惡業者會在地獄受苦。
另外，值得一提的是，若逆向播放本曲（完整版）的尾聲，則和正常播放的前奏幾乎一致，且逆向播放間奏會和第一季主題曲的前奏相似。

## 收錄曲
1. [4:59]
  - 作詞：島宮榮子；作曲：中澤伴行；編曲：中澤伴行、尾崎武士
    - 電視動畫《暮蟬悲鳴時解》主題曲
    - 文化放送《暮蟬悲鳴時〜夜更編〜》主題曲
2. FLOW [4:37]
  - 作詞、作曲：島宮榮子；編曲：SORMA No.1
3. （instrumental）
4. FLOW（instrumental）

## 外部連結
- 奈落の花 （页面存档备份，存于）